# Kemetismo

Ankh, símbolo egípcio

O kemetismo é o reavivamento contemporâneo da religião do Antigo Egito que surgiu nos anos 1970. Também conhecido como neo-paganismo egípcio, possui presença organizada nos Estados Unidos, República Checa e França.

## História
O kemetismo se desenvolveu na década de 1970, com a ascensão do neopaganismo nos Estados Unidos.
Tamara Siuda, em um ritual de iniciação wiccano recebeu uma visão na qual, alegou ter sido chamado pelos antigos deuses egípcios para reviver sua adoração. Tamara abandonou a wicca para estudar a adoração na antiga religião egípcia com alunos em 1988, nascendo a Ortodoxia Kemética que é a principal e oficialmente reconhecida religião kemética, sendo representada no Parliament of World Religions na Cidade do Cabo, África do Sul em 1999. Três grupos keméticos modernos possuem relação histórica com a Ortodoxia Kemética, são eles:  Akhet Hwt-Hrw, Per Ankh e Per Heh. No entanto, a Ortodoxia Kemética não considera-se uma verdade filosófico-religiosa absoluta, considerando e respeitando todas as outras verdades filosófico-religiosas como igualmente válidas e, como consequência disso, a Ortodoxia Kemética rejeita o proselitismo religioso.

## Fé Kemética Ortodoxa
A Fé Kemética Ortodoxa é a vertente desenvolvida nos Estados Unidos em 1988 por Tamara Siuda. Esta denominação cultiva as crenças e práticas da antiga religião egípcia adaptadas aos tempos atuais, sendo considerada uma religião revivalista e de matriz africana. Chamada de Ortodoxia Kemética, a religião cultiva todos os aspectos da religião do Antigo Egito, sendo, portanto, uma religião henoteísta (panteísmo hierarquizado) (e não monólatra), ou seja, acredita-se em vários deuses, porém, que partem de somente uma força divina. Essa "força divina" é Netjer, sendo os antigos deuses egípcios como Rá, Ísis, Osíris e Anúbis aspectos ou Nomes de Netjer, usando-se os termos plurais Netjeru para os deuses e Netjeret para as deusas.

## Etimologia
O nome kemetismo vem de kemet, que significa Terra Negra, sendo a forma de como o Egito era chamado na época dos faraós.

## Os cinco pilares da Ortodoxia Kemética
A Ortodoxia Kemética baseia-se em cinco pilares:
- Proceder com Justiça, Verdade, Lealdade e Boa-Fé (Ma'at).
- Crer em um Deus único (Netjer), o qual deu origem a todos os Deuses (Netjetu).
- Reverenciar os ancestrais (akhu).
- Reconhecer o Líder Espiritual e Administrativo (Nisut).
- Ter senso comunitário (vínculo fraterno entre os praticantes do Kemetismo).

## Práticas
A Ortodoxia Kemética possui dois tipos de prática: a Prática Estatal que consiste na realização de rituais e celebrações por sacerdotes específicos, do jeito mais fiel possível aos que os antigos sacerdotes egípcios faziam. Na Prática Estatal também são celebrados os mesmos festivais formais que eram celebrados na Antiga religião egípcia, tudo sob o controle e orientação dos sacerdotes, e são justamente essas formalidades fieis às formalidades antigas que dão o caráter "ortodoxo" da religião, que conta inclusive com um calendário kemético, sendo a celebração mais importante o Wep Ronpet que é o ano novo kemético, que acontece geralmente entre em Julho e Agosto quando começa a cheia do rio Nilo. Já a Prática Pessoal, consiste em altares pessoais que os fieis fazem e ali realizam seus rituais diários, orações, adorações espontâneas, etc, além de suas próprias experiências cotidianas com a espiritualidade kemética.

## Hierarquia
A Ortodoxia Kemética possui uma rígida hierarquia, a saber:
- Iniciantes: São aqueles que foram admitidos na classe de iniciantes, onde aprendem tudo sobre a religião e tem seu primeiro contato com a comunidade kemética, sendo ensinados, orientados e auxiliados por sacerdotes. Após o término da classe de iniciantes, a pessoa pode decidir tornar-se um Remetj caso tenha identificado-se com a religião, ou pode recusar caso não tenha identificado-se.
- Remetj: São aqueles que passaram pela classe de iniciantes e decidiram tornar-se membros, porém sem converterem-se totalmente.
- Shemsu: São os Remetj que decidiram comprometer-se totalmente com a Ortodoxia Kemética. Para tanto, previamente passaram pelo RPD (Rito de Divinação Parental) no qual a Nisut descobre quais Nomes de Netjer(Deuses egípcios) são os Pais divinos e Amados divinos da pessoa. Após o RPD, a pessoa decidiu ser um seguidor de seus deuses pessoais que apareceram em seu RPD, fez juramentos e então participou da Cerimônia de Nomeação na qual seu(s) Pai(s) divino(s) lhe deram um nome espiritual, ou nome de Shemsu. Esse nome espiritual é divinado pela Nisut e é relacionado ao(s) Pai(s) divino(s) da pessoa, que então finalmente é apresentada à comunidade kemética como um novo Shemsu. No entanto, ninguém é obrigado a tornar-se Shemsu; um Remetj pode passar pelo RPD e decidir continuar como Remetj.
- Shemsu-Ankh: São todos os Shemsu que decidiram dedicar boa parte de seu tempo à comunidade da religião, passando por novos ritos de passagem e juramentos especiais à fé como o Weshem-ib que significa "pesagem do coração", podendo então desempenhar alguma função coletiva e ou serem ordenados em sacerdócios específicos como o sacerdócio W'ab e o sacerdócio Imakhu.
- Nisut: É o líder espiritual e administrativo, função que no passado era desempenhado pelo faraó, e atualmente desempenhada pela própria fundadora da religião, Tamara Siuda, que é também egiptóloga, trazendo conhecimento científico para basear a fé, os ensinamentos, os ritos e a estrutura da Ortodoxia Kemética. Seu título simplificado como Nisut é Hekatawy I. Obs: ela não é considerada um faraó e nem infalível, tampouco uma divindade.